# Ptychobarbus kaznakovi
Ptychobarbus kaznakovi är en fiskart som beskrevs av Nikolskii, 1903. Ptychobarbus kaznakovi ingår i släktet Ptychobarbus och familjen karpfiskar. Inga underarter finns listade i Catalogue of Life.